# 148 (numero)
Centoquarantotto (148) è il numero naturale dopo il 147 e prima del 149.

## Proprietà matematiche
- È un numero pari.
- È un numero composto con i seguenti divisori: 1, 2, 4, 37, 74, 148. Poiché la somma dei suoi divisori (escluso il numero stesso) è 118 < 148, è un numero difettivo.
- È un numero ettagonale e 26-gonale.
- È un numero ettagonale centrato.
- È un termine della successione di Mian-Chowla.
- È un numero di Ulam.
- È parte delle terne pitagoriche (48, 140, 148), (111, 148, 185), (148, 1365, 1373), (148, 2736, 2740), (148, 5475, 5477).
- È un numero palindromo e un numero ondulante nel sistema di numerazione posizionale a base 6 (404).
- È un numero congruente.
- È un numero odioso.
- La somma delle cifre del numero 148 è 13.

## Astronomia
- 148P/Anderson-LINEAR è una cometa periodica del sistema solare.
- 148 Gallia è un asteroide della fascia principale del sistema solare.
- NGC 148 è una galassia lenticolare della costellazione dello Scultore.

## Astronautica
- Cosmos 148 è un satellite artificiale russo.